# Кукучинов
Кукучинов (слч. Kukučínov) насељено је мјесто са административним статусом сеоске општине (слч. obec) у округу Љевице, у Њитранском крају, Словачка Република.

## Становништво
| Година:    | 1994. | 2004.   | 2014.   | 2024.   |
| ---------- | ----- | ------- | ------- | ------- |
| Број људи: | 612   | 599     | 619     | 564     |
| Разлика:   |       | -2,12 % | +3,33 % | -8,88 % |

| Година:    | 2023. | 2024.   |
| ---------- | ----- | ------- |
| Број људи: | 571   | 564     |
| Разлика:   |       | -1,22 % |

Према подацима о броју становника из 2011. године насеље је имало 628 становника.